# Nautilocalyx bullatus
Nautilocalyx bullatus là một loài thực vật có hoa trong họ Tai voi. Loài này được (Lem.) Sprague mô tả khoa học đầu tiên năm 1912.